# Tre americani a Parigi
Tre americani a Parigi (So This Is Paris) è un film statunitense del 1955 diretto da Richard Quine.

## Trama
Joe, Al e Davy sono tre marinai in licenza a Parigi. Visitano i luoghi caratteristici, ma puntano a conoscere tre ragazze: Colette d'Avril, una cantante di night club, Yvonne, una cassiera, e Suzane Sorrel, a cui è appena stata rubata la borsa. Ognuno è pronto per fare una sorpresa, ma in realtà sono le donne a riservare alcuni imprevisti. Joe scopre che Colette in realtà si chiama Janie Mitchell, una ragazza di Brooklyn. Sta anche allevando diversi orfani a casa con l'aiuto finanziario di una nonna benefattrice. Al, nel frattempo, viene a sapere che Suzane è una signora dell'alta società che vive in una villa.
Le complicazioni si verificano quando Suzane organizza una trappola per Joe, dandogli un bacio che viene fotografato e appare su tutti i giornali nel giorno successivo. Janie non ne è felice, ma è grata quando i marinai organizzano una raccolta fondi per i bambini dopo la morte della sua benefattrice. Ma lo spettacolo non era stato autorizzato e i marinai rischiano di finire in prigione, ma saranno proprio gli orfanelli a levarli da qualsiasi impiccio. Quando finisce la licenza, i marinai devono tornare alla loro nave, ma promettono alle donne che torneranno.

## Distribuzione
Il film in Italia ottenne il visto di censura n. 18.544 del 18 aprile 1955 per una lunghezza della pellicola di 2.634 metri.